# Doridoxa
Doridoxidae, Doridoxoidea, Pseudoeuctenidiacea
Super-famille
Famille
Genre
Doridoxa est un genre de mollusques de l'ordre des nudibranches. C'est le seul représentant de l'infra-ordre des Pseudoeuctenidiacea, de la super-famille des Doridoxoidea et de la famille des Doridoxidae.
Le genre était autrefois inclus dans un infra-ordre à part entière, Pseudoeuctenidiacea Tardy, 1970, non-accepté par Mahguib et Valdés (2015).

## Liste des espèces
Selon World Register of Marine Species (17 juin 2014), on compte trois espèces :
- Doridoxa benthalis Barnard, 1963
- Doridoxa ingolfiana Bergh, 1899
- Doridoxa walteri (Krause, 1892)